# 吉祥天女神庙 (库伦旗)
吉祥天女神庙，位于内蒙古自治区通辽市库伦旗库伦镇中心河南岸，库伦一中东侧，是一座藏传佛教格鲁派寺庙。

## 历史
据载，吉祥天女神庙是锡勒图库伦旗第三任扎萨克达喇嘛“班禅达诺门汗”西布扎衮如克于清朝顺治十二年（1655年）监工督建。当时，西布扎衮如克喇嘛奉五世达赖和四世班禅之命，自西藏赴东蒙古时，五世达赖便将自己所供的吉祥天女画像赐予西布扎衮如克，此后西布扎衮如克将该画像作为护身佛，一直供在身边，直至晚年督建吉祥天女神庙，将该吉祥天女神像供奉在庙中，并制订了举办各种法会及供奉的仪轨。自此，吉祥天女便成为锡勒图库伦旗的主神。
过去，吉祥天女神庙的住持达喇嘛很有地位。吉祥天女神庙的住持达喇嘛在拜会锡勒图库伦旗扎萨克达喇嘛时，扎萨克达喇嘛需起身还礼，并且让座赏茶。吉祥天女神庙除了在本旗的几个自然村有哈力亚图（意为“属民”）外，在辽宁省清河门地区还有高、马、刘、李、罗等姓的庄头，每年定期纳贡。
1997年，吉祥天女神庙被库伦旗人民政府定为库伦旗文物保护单位。2006年，被定为内蒙古自治区文物保护单位。

## 建筑
吉祥天女神庙现存正殿3间，东、西配殿各3间，均为硬山式。诵经殿、白塔、山门殿则在文化大革命中被毁。吉祥天女神庙现占地面积2970平方米，建筑面积410平方米。